# Hyposoter coxator
Hyposoter coxator är en stekelart som först beskrevs av Thomson 1887.  Hyposoter coxator ingår i släktet Hyposoter och familjen brokparasitsteklar. Arten är reproducerande i Sverige. Inga underarter finns listade i Catalogue of Life.